# Kolesarska povezava
Kolesarska povezava je s predpisano prometno signalizacijo označena kombinacija kategoriziranih in nekategoriziranih cest in poti ali le označb na njih, ki služijo kolesarskemu prometu.
Glede na nivo upravljanja ločimo državne in občinske kolesarske povezave.
Glede na povezovalni pomen v prostoru se delijo na daljinske, glavne, regionalne in lokalne kolesarske povezave.

## Oblike
Kolesarska pot je s predpisano prometno signalizacijo in prometno opremo označena javna cesta, ki je namenjena prometu koles pod pogoji, določenimi s pravili cestnega prometa in predpisi, ki urejajo ceste. 
Kolesarski pas je vzdolžni del vozišča, ki je označen z ločilno črto in je namenjen prometu koles in koles s pomožnim motorjem. 
Kolesarska steza je del cestišča, ki ni v isti ravnini kot vozišče ali je od njega ločena kako drugače in je namenjena prometu koles in koles s pomožnim motorjem; pogosto je v kombinaciji s pločnikom. 
Prehod za kolesarje je s predpisano prometno signalizacijo označena površina vozišča, ki je namenjena prehajanju kolesarjev čez vozišče.
Kolesarski promet je dovoljen tudi v območjih za pešce, pod pogojem da jih ne ovirajo.
Na oblikovanje in zasnovo omrežja kolesarskih povezav vplivajo naslednji parametri: 
- omrežje mora biti sklenjeno in prilagojeno krajinskim danostim,
- kolesarske povezave različnih funkcij morajo biti medsebojno povezane,
- kolesarske povezave naj bi bile navezane na postajališča javnega potniškega prometa in železnice ter parkirne površine za motorna vozila,
- opremljene naj bi bile z dodatno tehnično-servisno in gostinsko infrastrukturo,
- izgradnja in preurejanje novih povezav naj bi bila bolj izjema, stremeti je k preurejanju obstoječih primernih maloprometnih cest, poljskih poti, gozdnih cest ali opuščenih tras drugih infrastruktur.

## Državne kolesarske povezave
Državna kolesarska povezava lahko poteka po javnih ali nekategoriziranih cestah, ki se sicer uporabljajo za javni cestni promet ali po vodnih nasipih, opuščeni železniški in energetski infrastrukturi. Predpiše jih minister za infrastrukturo in prostor. V kolikor državna kolesarska povezava poteka po občinskih cestah, se mora prizadeta občina s tem strinjati.
Osnova za določitev kolesarskih povezav je Odlok o spremembah in dopolnitvah prostorskih sestavin srednjeročnega in dolgoročnega družbenega plana Republike Slovenije (Uradni list RS, št. 72/95).
Državne kolesarske povezave se navezujejo na omrežje evropskih kolesarskih povezav (European Cycling Network) in je namenjeno predvsem daljinskemu potovalno-turističnemu kolesarskemu prometu.

### Kategorizacija
Daljinske kolesarske povezave (DK) omogočajo povezavo z omrežjem evropskih kolesarskih smeri in tranzit preko Slovenije.
Glavne kolesarske povezave (GK) omogočajo povezavo med središči regionalnega pomena.
Regionalne kolesarske povezave (RK) omogočajo dostop do najpomembnejših turističnih območij ter območij izjemnih naravnih znamenitosti ter lokalnih središč v državi, skladno z zasnovo regionalnih cestnih povezav.

### Predvidene državne kolesarske povezave
- D1 Šentilj - Maribor - Celje - Ljubljana - Postojna - Divača - Koper (zgrajena Brezovica–Vrhnika–Logatec)
- D2 Rateče - Kranjska Gora - Bled - Kranj - Ljubljana - Novo mesto - Obrežje (zgrajena Rateče-Jesenice, delno speljana po trasi nekdanje železniške proge)
- D3 Vič - Dravograd - Radlje ob Dravi - Maribor (zgrajena Vič-Radlje ob Dravi, delno speljana po lokalnih cestah)
- D4 Maribor - Gornja Radgona - Murska Sobota - Dolga vas
- D5 Maribor - Ptuj - Poljčane - Podčetrtek - Brežice (delno zgrajena Rogaška Slatina–Podčetrtek–Bistrica ob Sotli)
- D6 Ptuj - Ormož - meja Hrvaška
- D7 Kalce - Col - Ajdovščina - Šempas - Nova Gorica
- D8 Škofije - Koper - Izola - Portorož - Sečovlje
- D9 Škofije - Gračišče - Sočerga
- D10 Divača - Lipica - meja Italija
- D11 Postojna - Ilirska Bistrica - Jelšane
- D12 Dolenjske Toplice - Črnomelj - Vinica
- D13 Dravograd - Ravne na Koroškem - Slovenj Gradec - Velenje - Šempeter (Štrekna - delno speljana po trasi nekdanje železniške proge, ki je povezovala Velenje z Dravogradom)
- G1 Predel - Bovec - Kobarid - Tolmin - Most na Soči - Nova Gorica
- G2 Modrej - Želin - Idrija - Godovič - Kalce
- G3 Ljubljana/Šentvid - Škofja Loka - Cerkno - Želin
- G4 Jezerski vrh - Predvor - Kranj/Primskovo; Kranj/Čirče - Škofja Loka
- G5 Kranj/Primskovo - Spodnji Brnik - Kamnik/Duplica
- G6 Ljubljana - Škofljica - Sodražica - Ribnica - Kočevje - Petrina
- G7 Holmec - Ravne na Koroškem - Dravograd
- G8 Planina - Cerknica - Sodražica
- G9 Ptuj - Jurovci - Gruškovje
- G10 Radenci - Sveti Jurij ob Ščavnici
- G11 Radenci - Ljutomer - Stročja vas
- G12 Gornja Radgona - MMP G. Radgona; MMP Gederovci - Gederovci
- G13 Lendava - OrmožG14/ Hodoš - Gornji Petrovci - Murska Sobota
- G15 Celje - Šmarje pri Jelšah - Mestinje; Podplat - Rogaška Slatina - Rogatec
- G16 MMP Bistrica ob Sotli - Podsreda - Brestanica
- G17 Celje - Rimske Toplice - Zidani Most - Sevnica - Krško - Brežice
- G18 Šentjakob - Litija - Zagorje ob Savi - Trbovlje - Hrastnik - Rimske Toplice
- G19 Sevnica - Mokronog - Otočec
- G20 Kočevje - Stari Log - Dvor
- R1 Kranjska Gora - Vršič - Trenta - Bovec
- R2 Lesce - Bled - Bohinjska Bistrica - Podbrdo - Bača pri Modreju
- R3 Kobarid - Robič
- R4 Nova Gorica - Miren - Komen - Sežana - Lipica (v gradnji Nova Gorica-Miren)
- R5 Ig - Podpeč - Borovnica - Vrhnika
- R6 Škofljica - Ig - Krim - Rakitna - Cerknica
- R7 Šentjakob - Zadvor - Lavrica
- R8 Kamnik - Črnivec - Radmirje - Mozirje - Velenje - Dobrna - Vojnik
- R9 Radmirje - Luče - Solčava - Pavličevo sedlo
- R10 Poljana - Mežica - Črna na Koroškem - Pavličevo sedlo/Solčava
- R11 Radlje - Radeljski prelaz
- R12 Puščava - Lukanja - Oplotnica - Zreče
- R13 Hoče - Areh - Lukanja
- R14 Slovenska Bistrica - Poljčane
- R15 Rogatec - Majšperk
- R16 Sveti Jurij ob Ščavnici - Lenart v Slovenskih goricah
- R17 Banovci - Beltinci - Moravske Toplice
- R18 Petišovci - Lendava
- R19 Hodoš - Dobrovnik
- R20 Gornji Petrovci - Rogašovci - Kramarovci
- R21 Šmartno - Mirna - Mokronog
- R22 Litija - Bogenšperk - Ivančna Gorica - Krka
- R23 Novo mesto - Metlika - Črnomelj
- R24 Vinica - Stari trg ob Kolpi - Fara; Petrina - Osilnica
- R25 Podplanina - Hrib - Stari trg pri Ložu
- R26 Grahovo - Stari trg pri Ložu - Sviščaki - Ilirska Bistrica

## Vzdrževanje
Za vzdrževanje državnih kolesarskih povezav je zadolžena Direkcija RS za ceste, občinskih pa pristojna občina. V kolikor kolesarska povezava poteka skozi naselje in ima obliko kolesarske steze, jo vzdržuje občina. Kolesarske povezave, ki potekajo po občinskih in nekategoriziranih cestah v sorazmernem deležu vzdržuje Direkcija.

## Evropske kolesarske povezave
Skozi Slovenijo potekata dve mednarodni kolesarski povezavi:
- št. 9: jantarjeva smer Baltik–Jadran: Gdansk–Dunaj–Gradec–Maribor–Ljubljana–Trst–Koper–Pulj;
- št. 8: sredozemska smer Gibraltar–Atene: Gibraltar–Barcelona–Monako–Benetke–Trst–Ilirska Bistrica–Reka–jadranska obala–Atene.

Na mednarodnem zborovanju 9. septembra 1996 v Bruslju je bilo dogovorjeno, da bo Evropska kolesarska zveza (European Cyclists’ Federation) pripravila predlog razvoja mreže kolesarskih povezav po Evropi, na podlagi katerega bo zgrajena mednarodna kolesarska povezava čez več evropskih držav. V mednarodni projekt je vključena tudi Slovenija.

## Občinske kolesarske povezave
Posamezne slovenske občine, predvsem tiste s turističnim značajem in ponudbo, razvijajo svoje občinske kolesarske povezave. To so praviloma s prometno signalizacijo označene občinske in nekategorizirane ceste. Označene so s črko L in številko v skladu s kategorizacijo, ki jo sprejme občinska uprava. Večina takih omrežij ima svojo karto, na kateri je poleg označenih kolesarskih povezav označena še druga turistična ponudba.